# Crocomela albolineata
Crocomela albolineata là một loài bướm đêm thuộc phân họ Arctiinae, họ Erebidae.